# Korčula (ø)
 For alternative betydninger, se Korčula. (Se også artikler, som begynder med Korčula)
Korčula (kroatisk: [ kɔ̂ːrtʃula ], italiensk: Curzola) er en kroatisk ø i Adriaterhavet . Det har et areal på 279 km², er 46,8 km lang og i gennemsnit 7,8 km bred, og ligger lige ud for den dalmatiske kyst. Dens 15.522 indbyggere (2011) gør den til den næstmest befolkede Adriaterhavsø efter Krk. Befolkningen er næsten udelukkende etniske kroater (95,74% Den er kendt for Grk, en hvidvin, der kun produceres her og ikke eksporteres på grund af begrænset produktion.<

## Geografi
Øen Korčula tilhører den centrale dalmatiske øgruppe, adskilt fra Pelješac-halvøen af det smalle Pelješacstræde, der er mellem 900 og 3.000 meter bredt. Den ligger i øst-vest retning, og er 47 kilometer lang; i gennemsnit er den 8 km bred. Med et areal på 279 km², er det den sjette største ø i Adriaterhavet. De højeste toppe er Klupca, 568 moh. og Kom, 510 moh.
De vigtigste bebyggelser på øen er byerne Korčula, Blato og Vela Luka . Landsbyer langs kysten er Brna, Račišće, Lumbarda og Prižba ; Žrnovo, Pupnat, Smokvica og Čara ligger inde i landet. Øen er opdelt i kommunerne Korčula, Smokvica, Blato og Lumbarda. Klimaet er middelhavsklima ; en gennemsnitlig lufttemperatur i januar er 9,8 °C og 26,9 °C i juli. Den gennemsnitlige årlige nedbør er 1.100 mm. Øen er hovedsageligt dækket af middelhavsflora, herunder omfattende fyrreskove.
Færger forbinder byen Korčula med Orebić på Pelješachalvøen. En anden linje forbinder Vela Luka med Split og øen Lastovo. Hurtige passagerkatamaraner forbinder disse to havne med Split, Dubrovnik og øerne Hvar, Lastovo og Mljet.